# Карабиновка (Павлоградский район)
Карабиновка (укр. Карабинівка) — село,
Карабиновский сельский совет,
Павлоградский район,
Днепропетровская область,
Украина.
Код КОАТУУ — 1223583801. Население по переписи 2001 года составляло 929 человек .
Является административным центром Карабиновского сельского совета, в который, кроме того, входят сёла
Лиманское,
Новоалександровское и посёлок
Минеральные Воды.

## Географическое положение
Село Карабиновка находится на берегу реки Березнеговатая,
выше по течению на расстоянии в 3 км расположено село Новоалександровское,
ниже по течению на расстоянии в 3 км расположено село Булаховка (Павлоградский район).
Река в этом месте пересыхает и сильно заболочена.
Рядом проходят автомобильная дорога М-04 (E 50) и
железная дорога, станция Минеральная в 1,5 км.

## Происхождение названия
На территории Украины 2 населённых пункта с названием Карабиновка.

## История
- Исторические документы свидетельствуют, что в 1776 году во времена Екатерины ІІ (1776-17986 гг.) царского советника Карабинова наградили 17060 десятинами земли, в том числе землёй, где находится село.
- В Справочнике Екатеринославской епархии за 1908 год сохранились сведения о строительстве церкви Святой Троицы в 1825 году. Она построена тщанием помещика действующего статского советника Димитрия Тимофеевича Мизко, каменная, однопрестольная. При церкви были открыты школа грамоты и земская школа. Количество дворов в приходе 239. Количество прихожан 957 мужского пола и 916 женского. Наличный состав причта: священник Димитрий Александрович Иваницкий (68 лет), исполняющий должность псаломщика Василий Мефодиевич Тараскин (38 лет), церковный староста крестьянин Харитон Антониевич Петля, просфорница дочь диакона Анна Татаринова. Старожилы села о храме помнят только то, что в 30-е годы XX века он был закрыт и разрушен.[2]
- Согласно оценочно-статистическому отделению Екатеринославской губернии земской управы в 1908 году население села Карабиновка, Новомосковского уезда, Знаменовской волости составляло 616 мужского и 604 женского пола. Количество дворов 205.[3]

## Экономика
- ООО «Маколи».

## Объекты социальной сферы
- Школа.
- Детский сад.
- Фельдшерско-акушерский пункт.
- Дом культуры.

## Достопримечательности
- Братская могила советских воинов.
- Майдан (археологический памятник местного значения)

## Известные уроженцы
- Довгополый, Савелий Денисович — Герой Советского Союза. В 1946 году перезахоронен в селе.

## Религия
- Свято-Владимирский храм.

17 августа 2007 года в селе Карабиновка (Павлоградский р-н) состоялось торжественное открытие Свято-Владимирского храма (украинская Православная Церковь Киевского Патриархата).
Храм полностью построен на деньги уроженца села Лизогуба Владимира  Андреевича, гражданина Соединенных Штатов Америки. Однако меценат так и не дождался открытия храма: умер 17 апреля этого года после продолжительной болезни. Покинуть Украину Владимиру Андреевичу пришлось еще в юном возрасте во время Великой Отечественной войны. После этого ему так не удалось за всю свою жизнь побывать на родине. Но он никогда не забывал родное село и поэтому решил выделить средства на строительство храма.
- Свято-Духовский храм.

15 октября 2016 года, управляющий Днепропетровской епархией митрополит Днепропетровский и Павлоградский Ириней совершил чин великого освящения новопостроенного храма в честь Сошествия Святого Духа. По эскизному проекту новый храм в точности напоминает храм Воскресения Христова в Форосе, который построен по проекту известного академика архитектуры Н.М. Чагина в византийском храмовом стиле, с системой внутренних опор столбов и с применением многочисленных куполов по типу русских деревянных храмов. Визуальное отличие цвет куполов, так как храм Свято-Духовский, то купола создали золотисто-зеленые.
Возводился храм около четырех лет. Над его созиданием трудились строители из Прикарпатья, храмовая роспись писалась известным киевским иконописцем. Строительство церкви в Карабиновке профинансировал уроженец села генеральный директор Каспийского трубопроводного консорциума Брунич Николай Григорьевич в память о своих почивших родителях. От лица священноначалия Украинской Православной Церкви он был награжден орденом святителя Николая Чудотворца «За благотворительность».

## Галерея

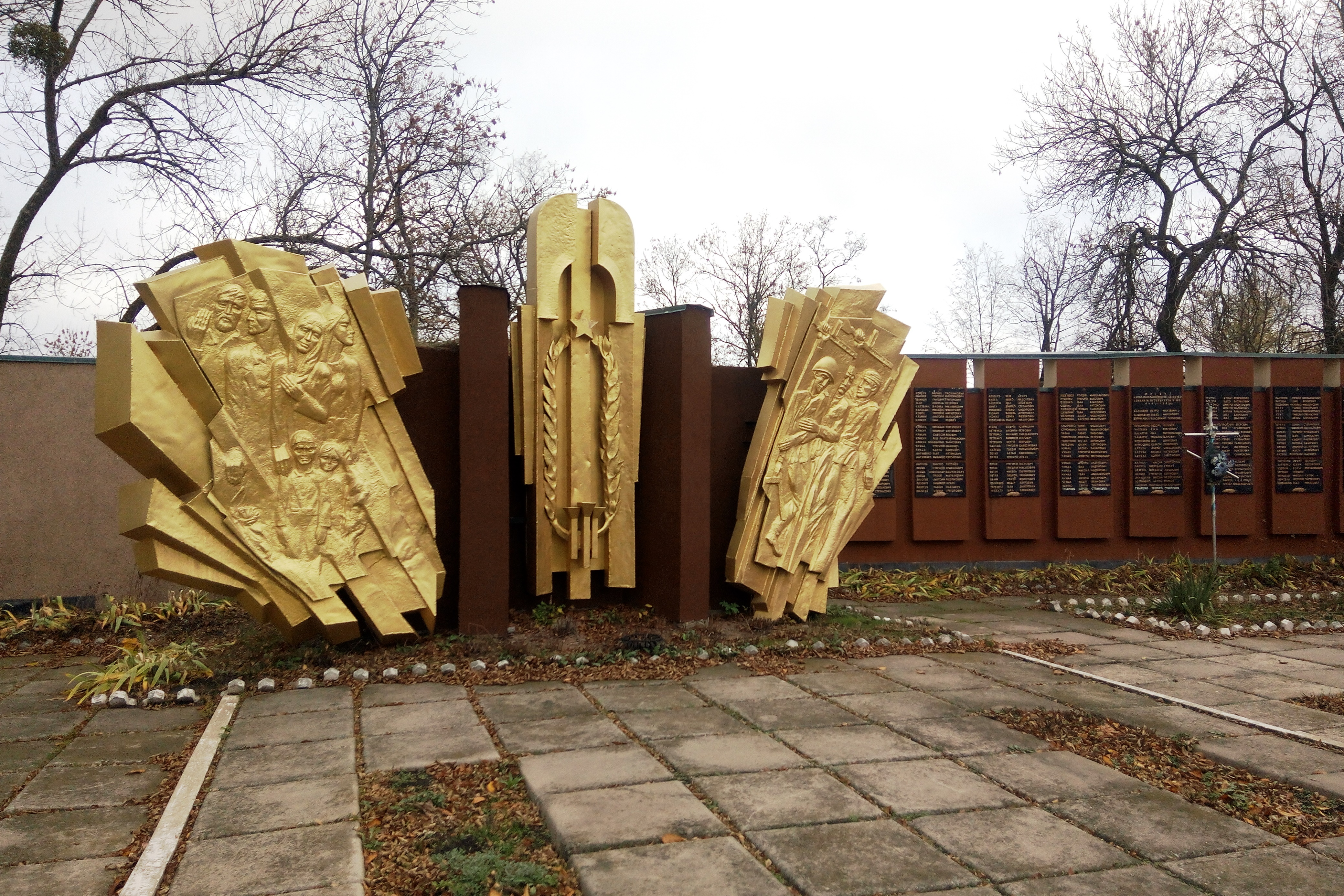
Братская могила советских воинов
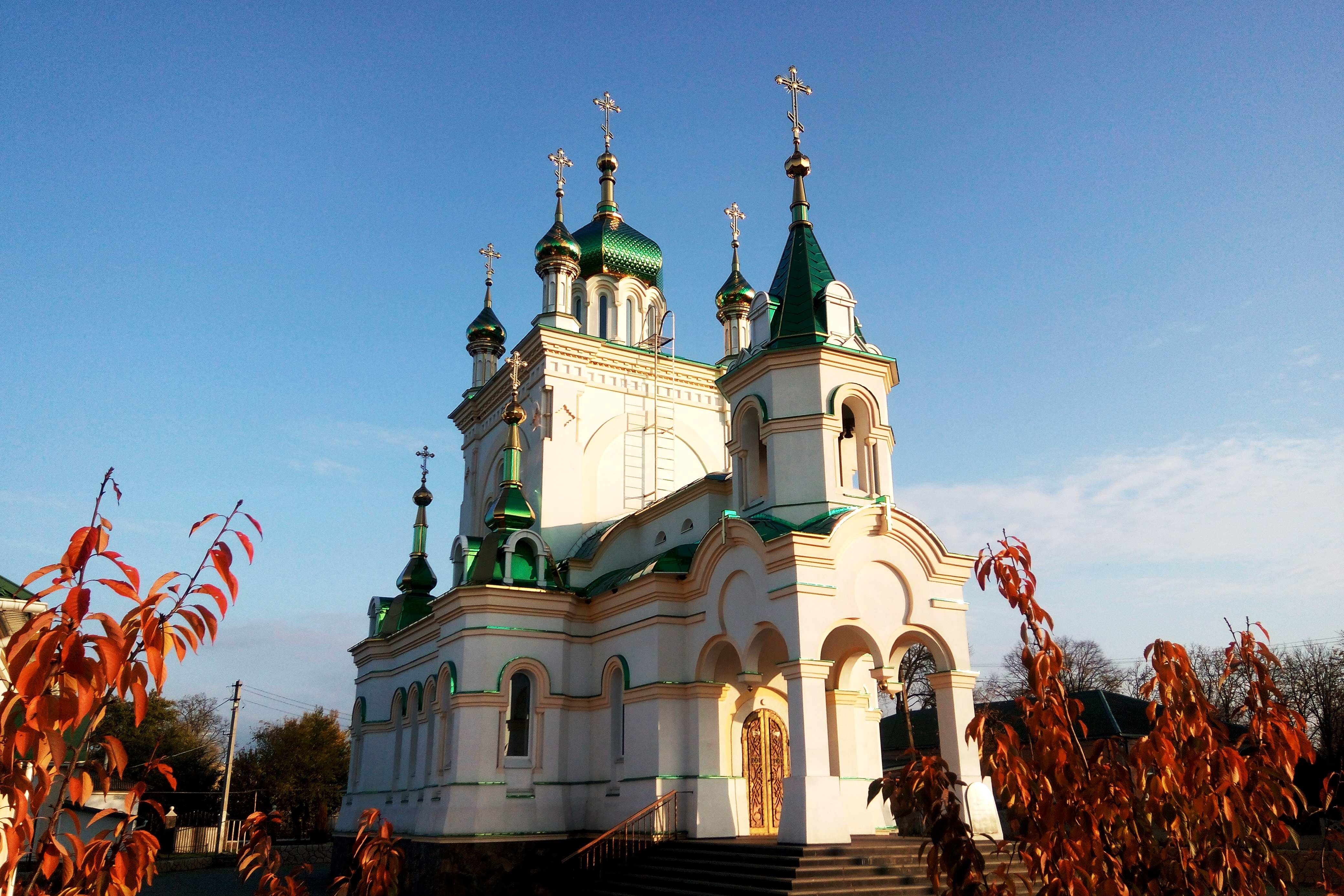
Свято-Духовский храм
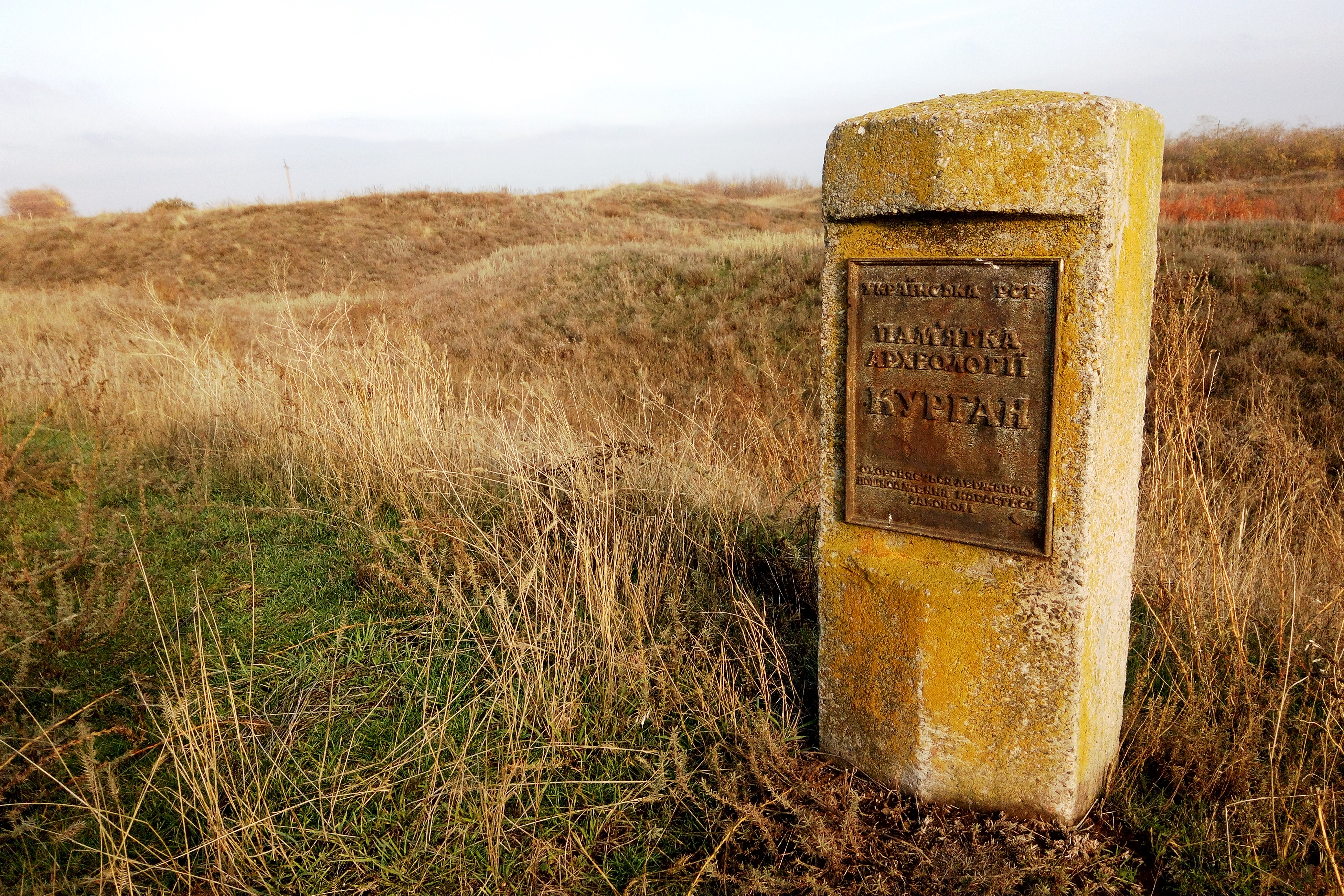
Карабиновский майдан
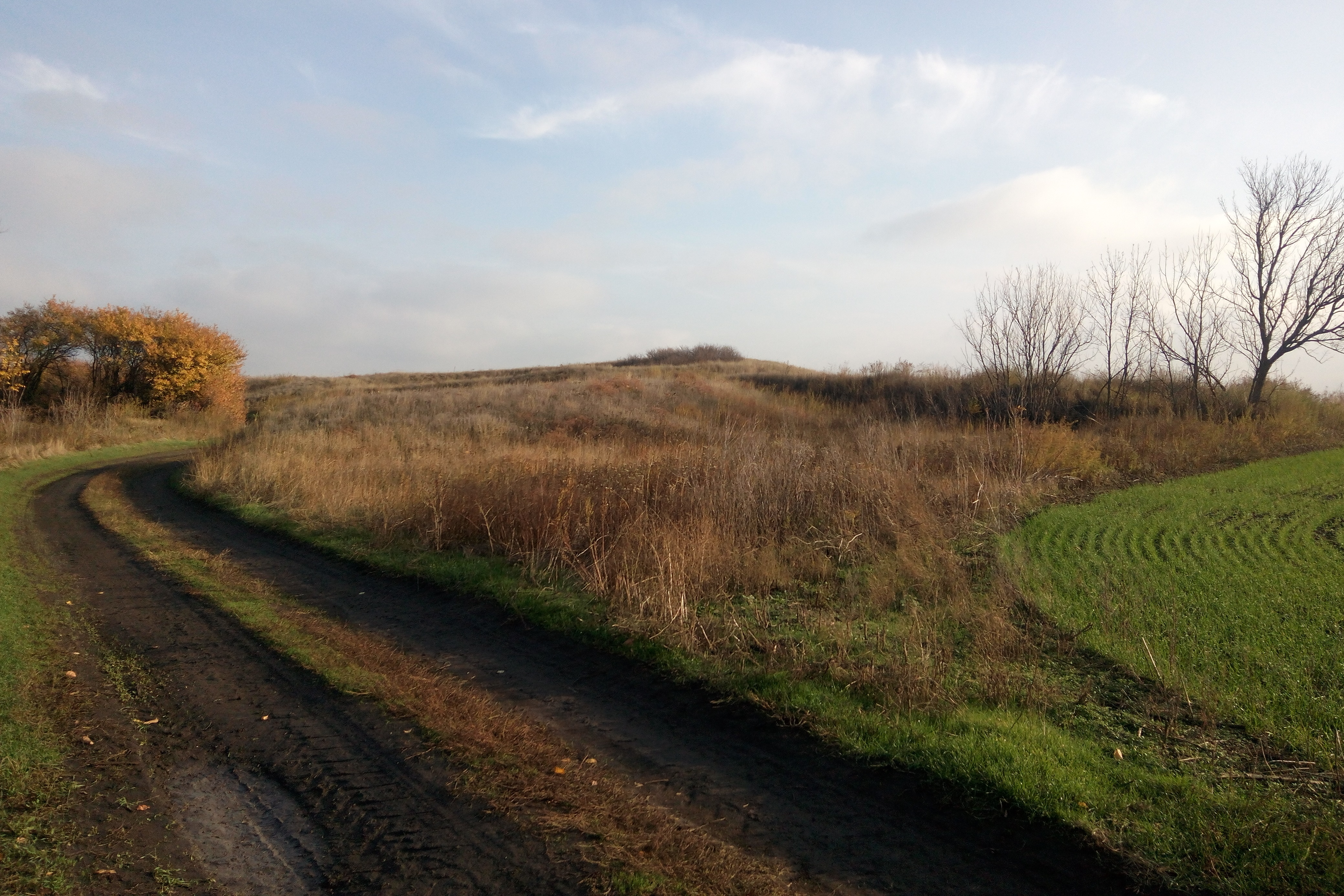
Карабиновский майдан 2